# Openbare boekenkast

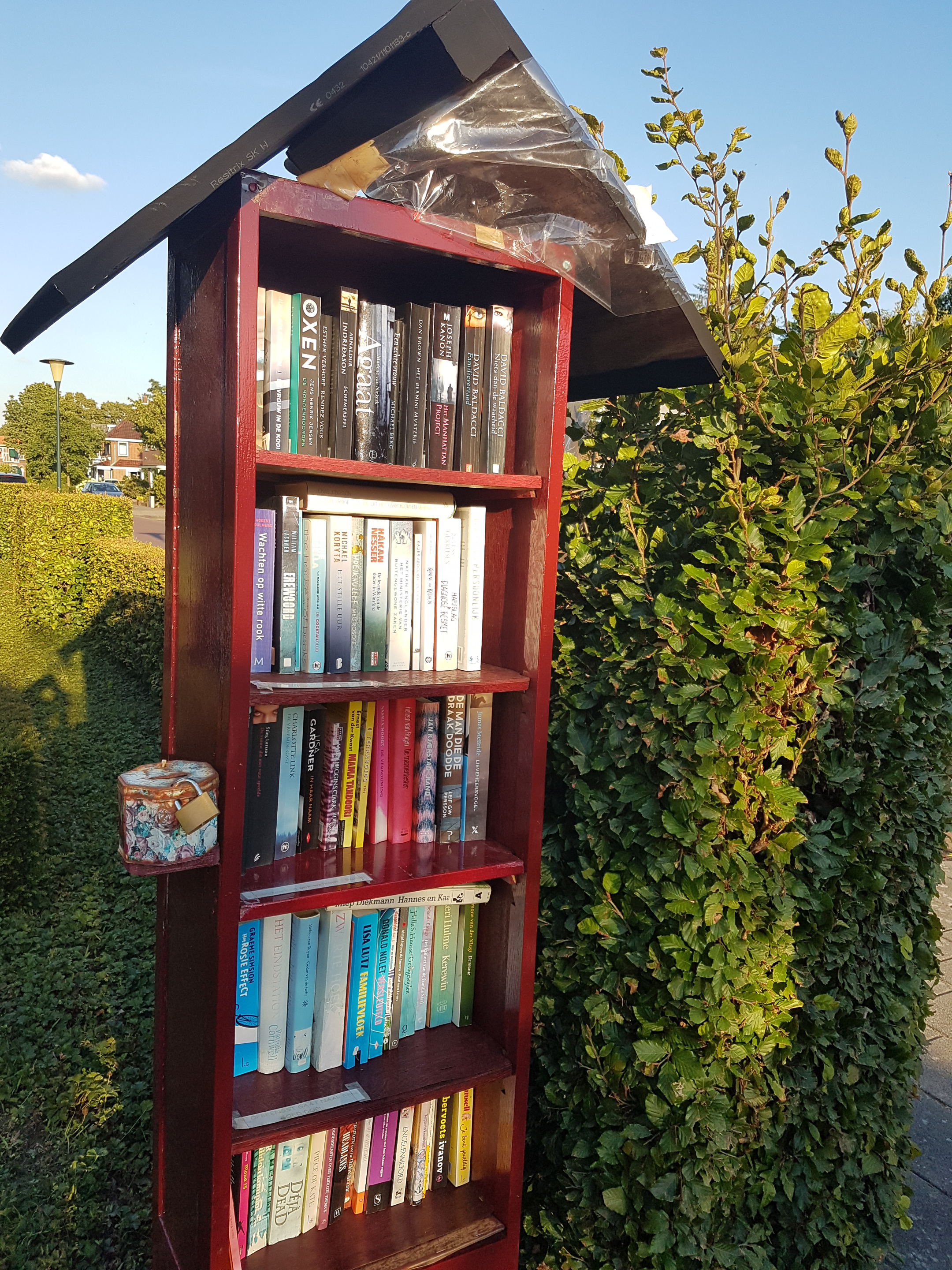
Boekenruilkast in Winterswijk (Nederland), met een spaarpotje voor een vergoeding

Een openbare boekenkast, boekenruilkast, minibieb, buurtbieb, biebbieb of ruilbibliotheek is een open of soms afsluitbare kast met boeken, meestal in de openbare ruimte, die wordt gebruikt om kosteloos en anoniem boeken te lenen en te ruilen. Wanneer het kastje de vorm heeft van een duiventil wordt het ook wel een boekentil genoemd.
Het principe van deze openbare boekenkasten is gestoeld op het idee dat meerdere mensen actief boeken delen en ruilen. Het is niet de bedoeling boeken toe te eigenen zonder daar een ander boek tegenover te stellen, of een kleine financiële vergoeding. Varianten op de openbare boekenkast, kunnen open kasten en boekenplanken zijn in (semi-)openbare gebouwen, binnen bedrijven voor het dienstdoende personeel of in cafés, hotels of hostels voor reizigers.

## Oorsprong en idee
Vergelijkbaar met het idee van bookcrossing ontwikkelde het idee om boekenkasten te maken die altijd voor het publiek toegankelijk zouden moeten zijn om de uitwisseling van boeken te ondersteunen, al in de jaren 1990. Zeer vroege voorbeelden zijn de creaties van het performancekunstenaarsduo  Clegg & Guttmann in 1991. Andere pioniers waren de Amerikaanse sociaal ondernemers Rick Brooks en Todd Bol, die in 2010 Little Free Library oprichtten, geïnspireerd door de reizende bibliotheken uit het begin van de vorige eeuw.
Op 4 juli 2014 opende in Brugge het eerste officiële, Belgische boekenruilkastje. De eerste boekenkasten voor gebruik als 'gratis openluchtbibliotheek' in Duitsland waren in Darmstadt en Hannover, in 2013 stonden er alleen al in de stad Hannover 31 boekenkasten. De Keulse architect Hans-Jürgen Greve ontwierp zijn eigen model (BOKX) van staal en acrylglas, die geoptimaliseerd is voor buitenruimtes. 390 van deze weerbestendige stalen kasten staan in Duitsland.

## Gebruik en acceptatie
Op centraal gelegen locaties die goed bereikbaar zijn en waar veel mensen komen, worden de openbare boekenkasten meestal snel geaccepteerd en veel gebruikt. Het risico van schade door vandalisme kan worden tegengegaan door “boekenkastsponsors”, die voortdurend letten op de staat van de boekenkasten en deze verzorgen.
De acceptatie, motivatie en gebruikersprofiel van openbare boekenplanken zijn in 2008 onderzocht door een studie aan de Universiteit van Bonn. Het bleek dat het systeem zich had ontwikkeld als een opmerkelijk alternatief voor conventionele boekhandels. Men kan echter niet spreken van een klassieke ruilbeurs, maar van een vrijwillige overdracht. De gebruikers vertelden dat ze van mening waren dat regelmatig gebruik van openbare boekenkasten als voorbeeld zou kunnen dienen voor soortgelijke kasten voor andere goederen. Deze acceptatie heeft geleid tot een snelle verspreiding van openbare boekenplanken in heel Duitsland. Een duurzame en weerbestendige constructie bevordert langdurig gebruik.
In Nederland was het op 19 september 2020 landelijke "Dag van de minibieb", waar plaatselijk veel aandacht werd gevraagd door de media voor de diverse minibiebs. Als motivatie voor het plaatsen van een minibiebs noemen mensen duurzaamheid, de laagdrempeligheid van de kasten, maar ook het sluiten van de openbare bibliotheek in de buurt. 
In Noord-Amerika zijn kleine gesloten boekenkasten, meestal voor woningen, in veel steden een normaal verschijnsel geworden. Sommige hiervan zijn zelf gemaakt of gekocht. In 2009 werd Little Free Library opgericht. In Nederland is minibieb.nl het equivalent van Little Free Library. In Australië werkt Street Library Australia op dezelfde manier.

## Afbeeldingen

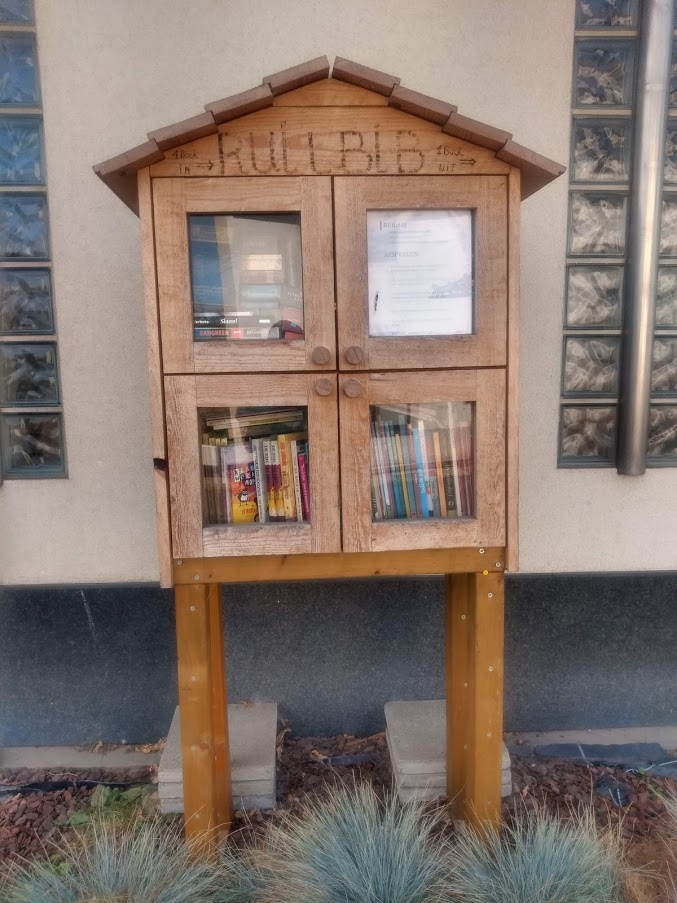
Boekenruilkast in Lanklaar (België)
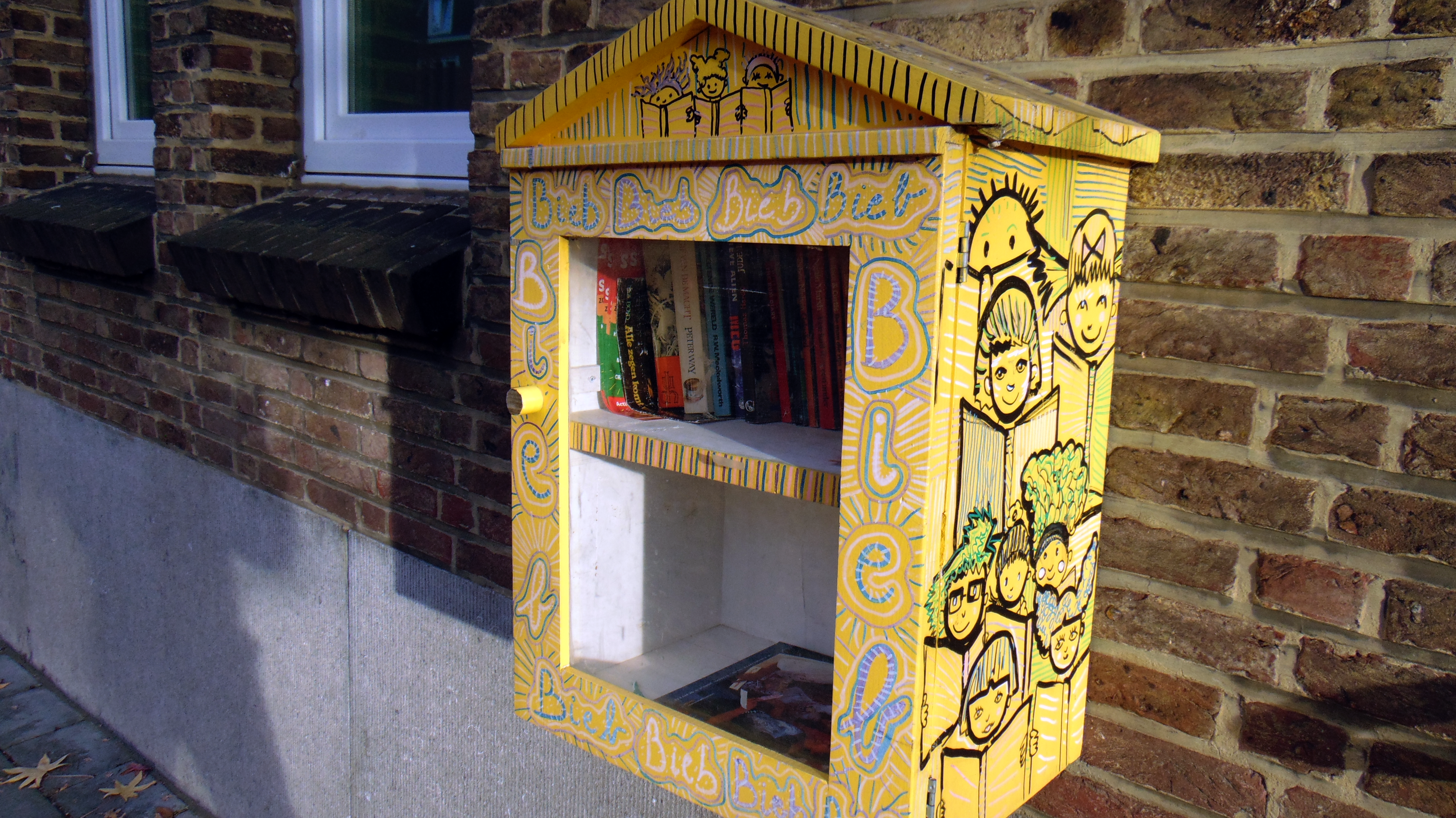
Ruilbibliotheek te Aalst
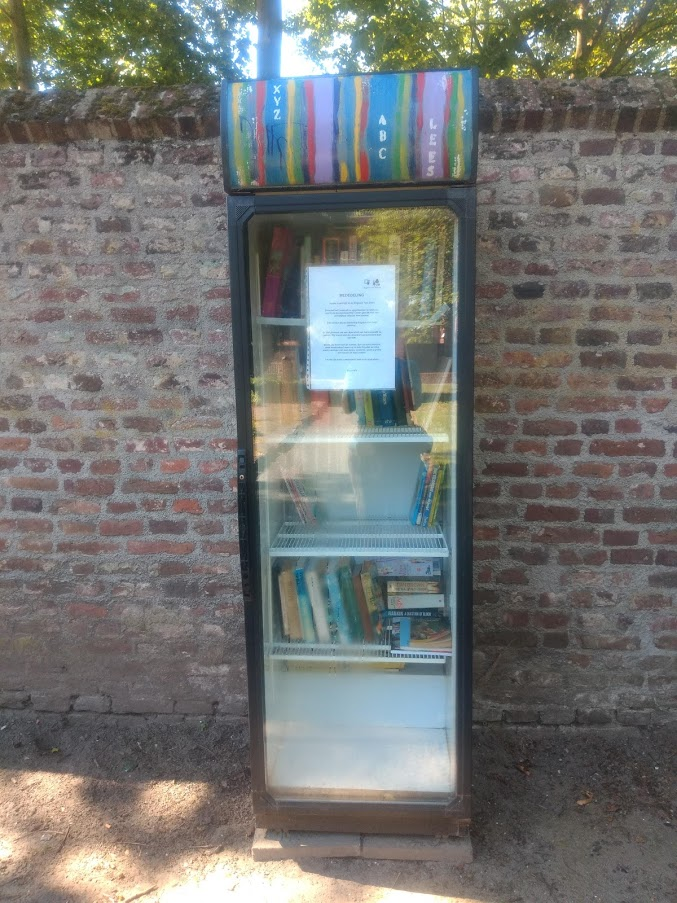
Boekenruilkast in een oude koelkast in Venray (Nederland)
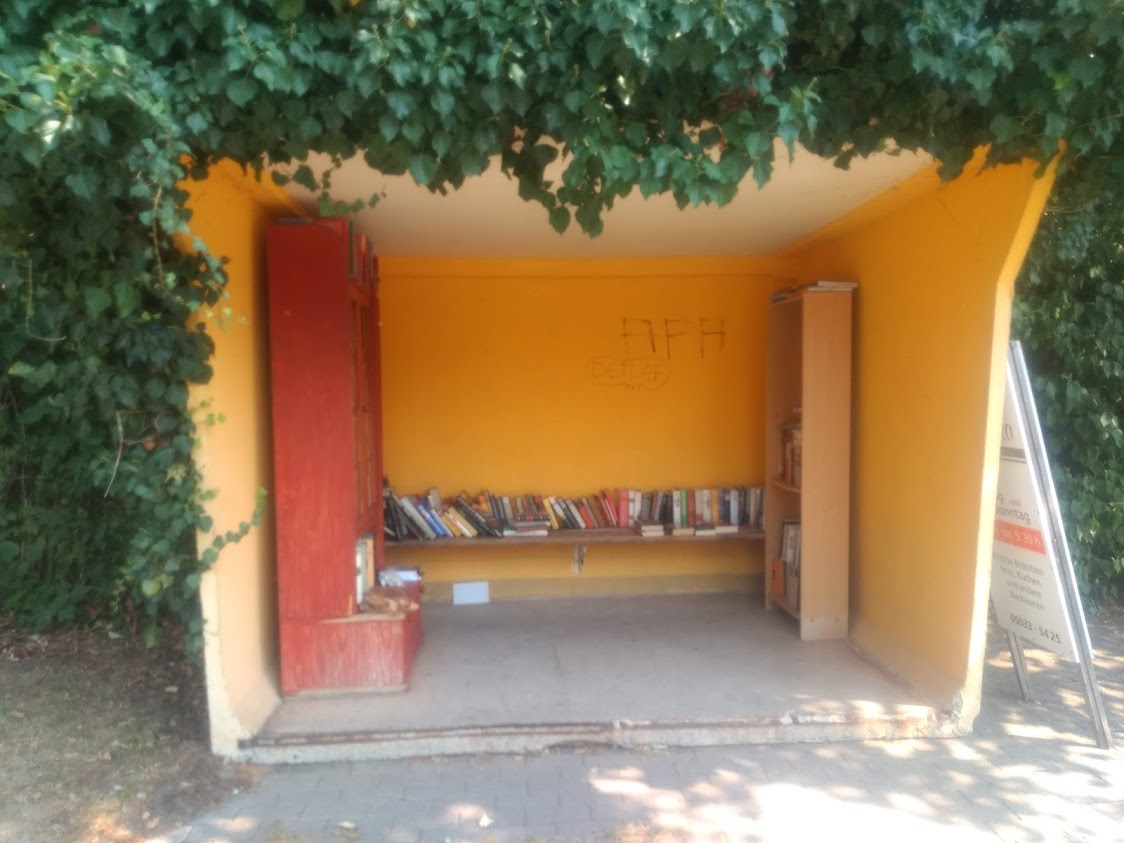
Boekenruilkast in een oude bushalte in Flügelhorst (Duitsland)
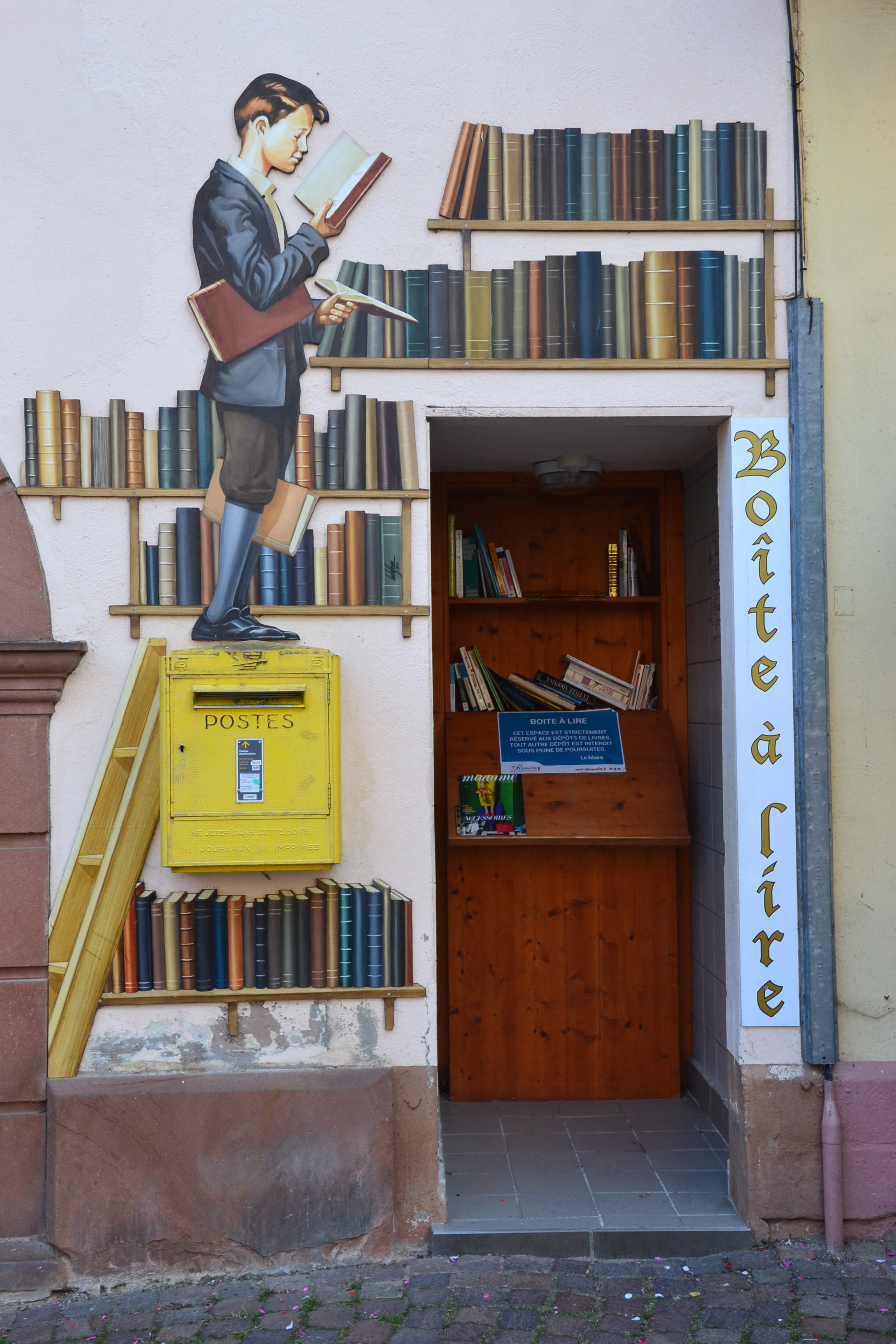
Boekenruilkast in Ribeauvillé, Frankrijk
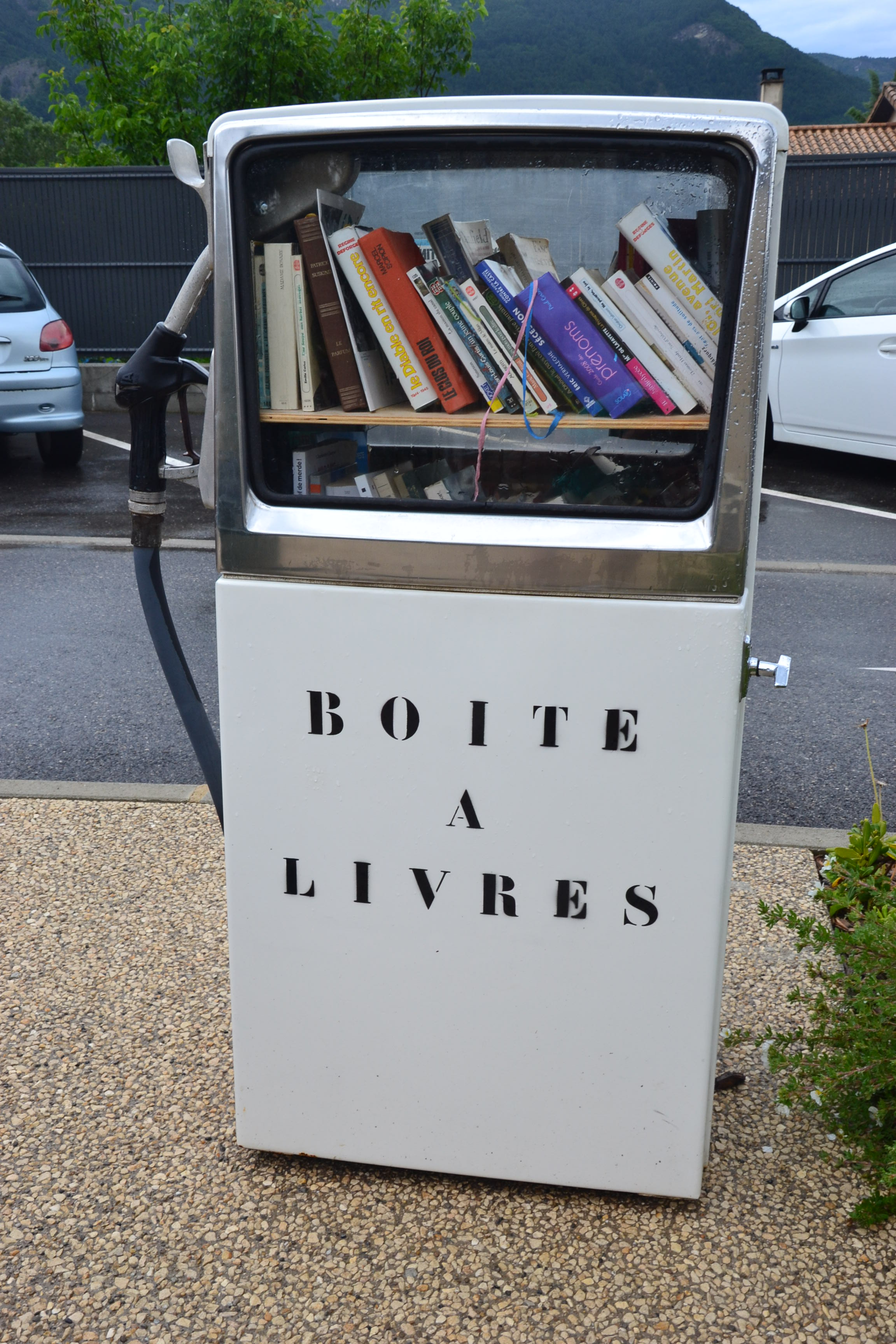
Hergebruikte benzinepomp in Pont de Quart, gemeente Solaure en Diois, Frankrijk
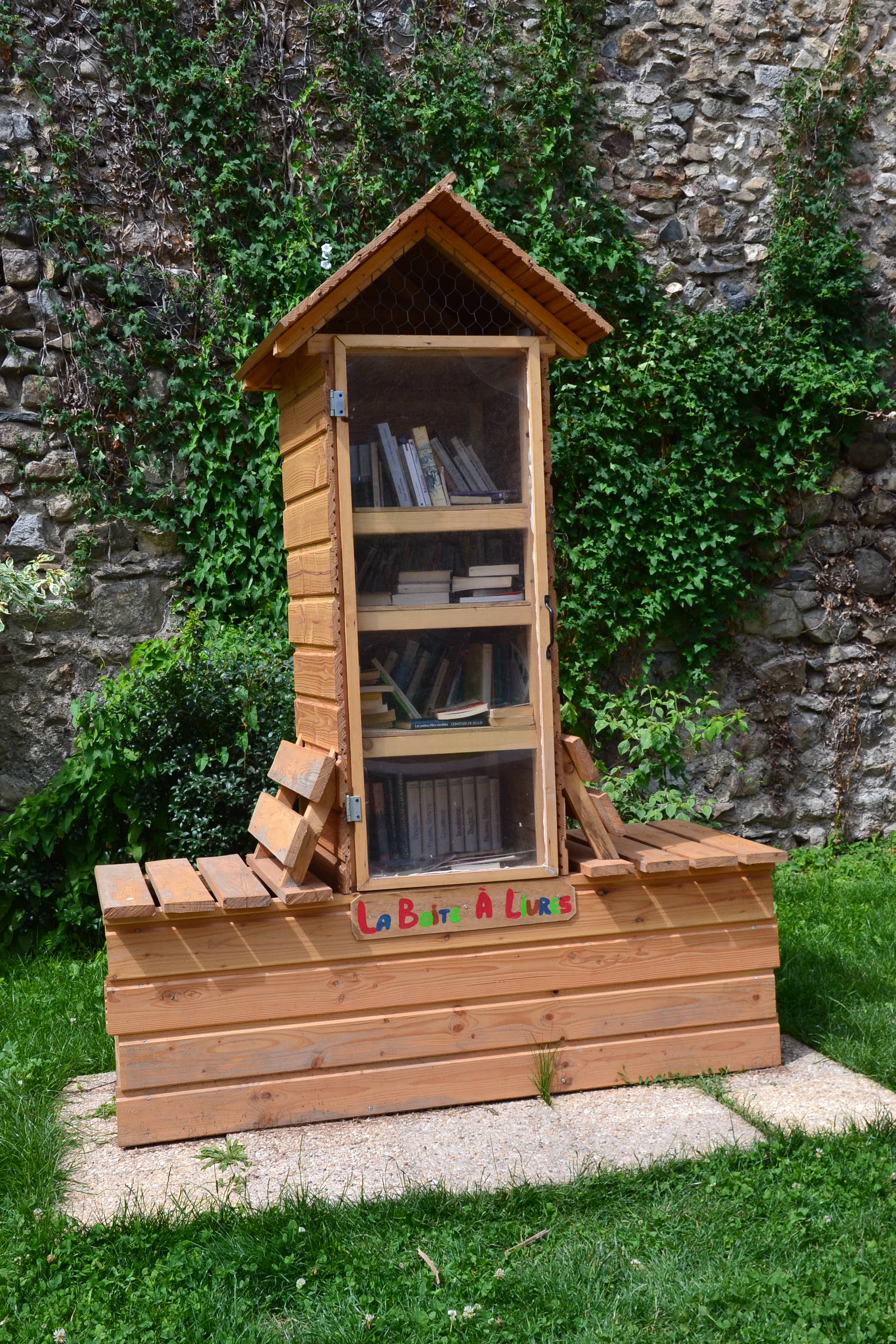
Openbare boekenkast in Mens, Frankrijk
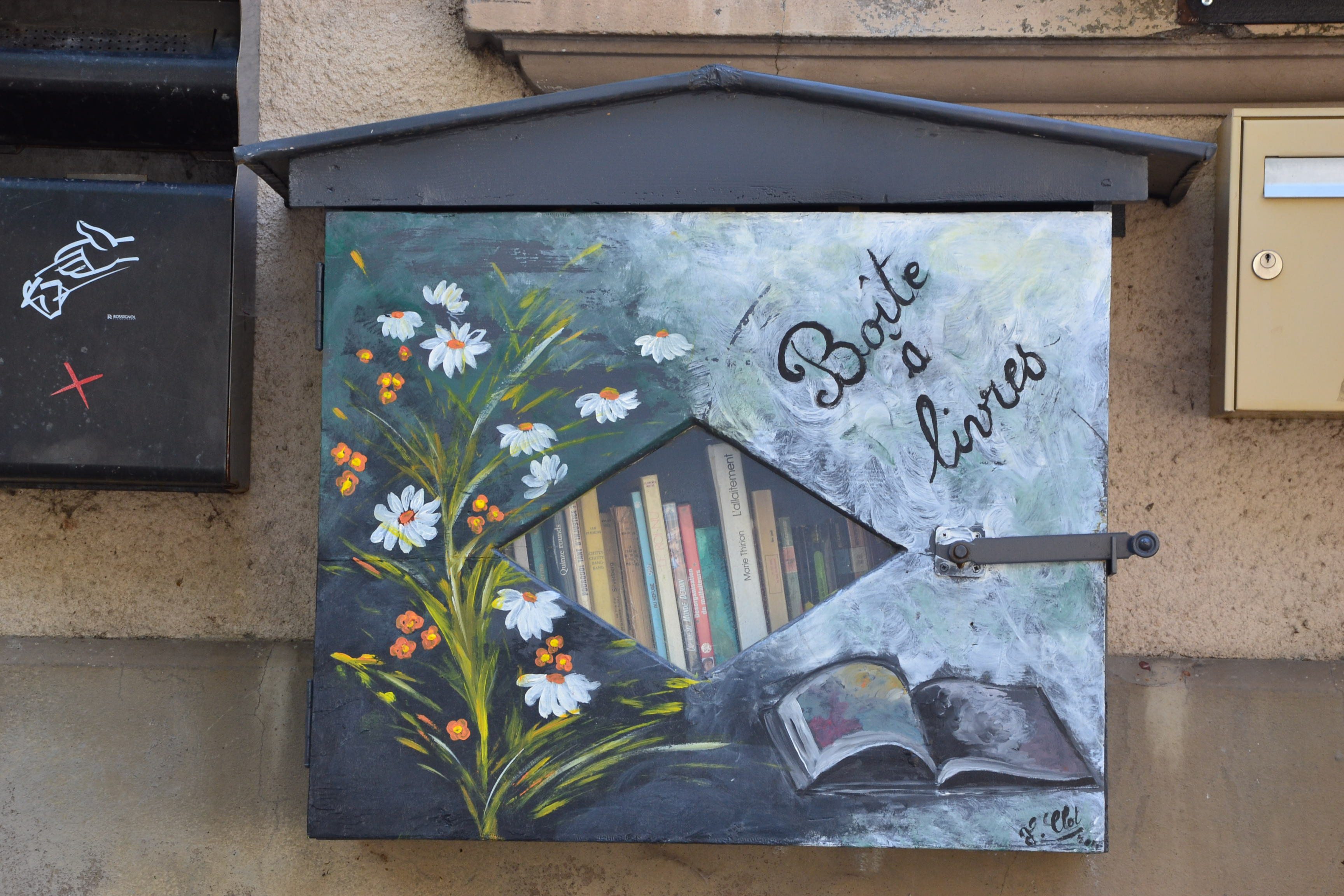
Minibieb in Entraigues, Frankrijk
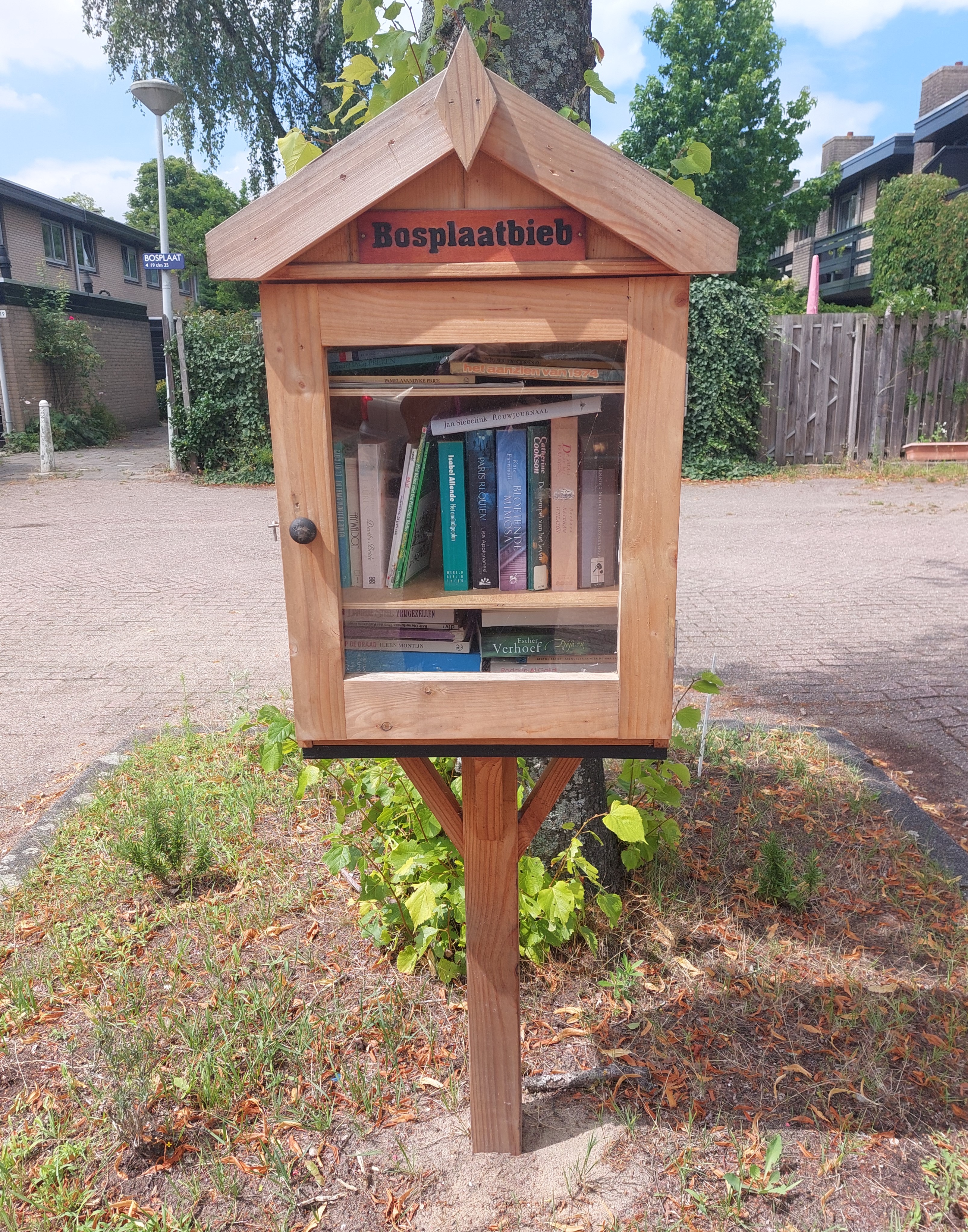
Boekenkastje in Amsterdam